# ヤマハ・モトロイド

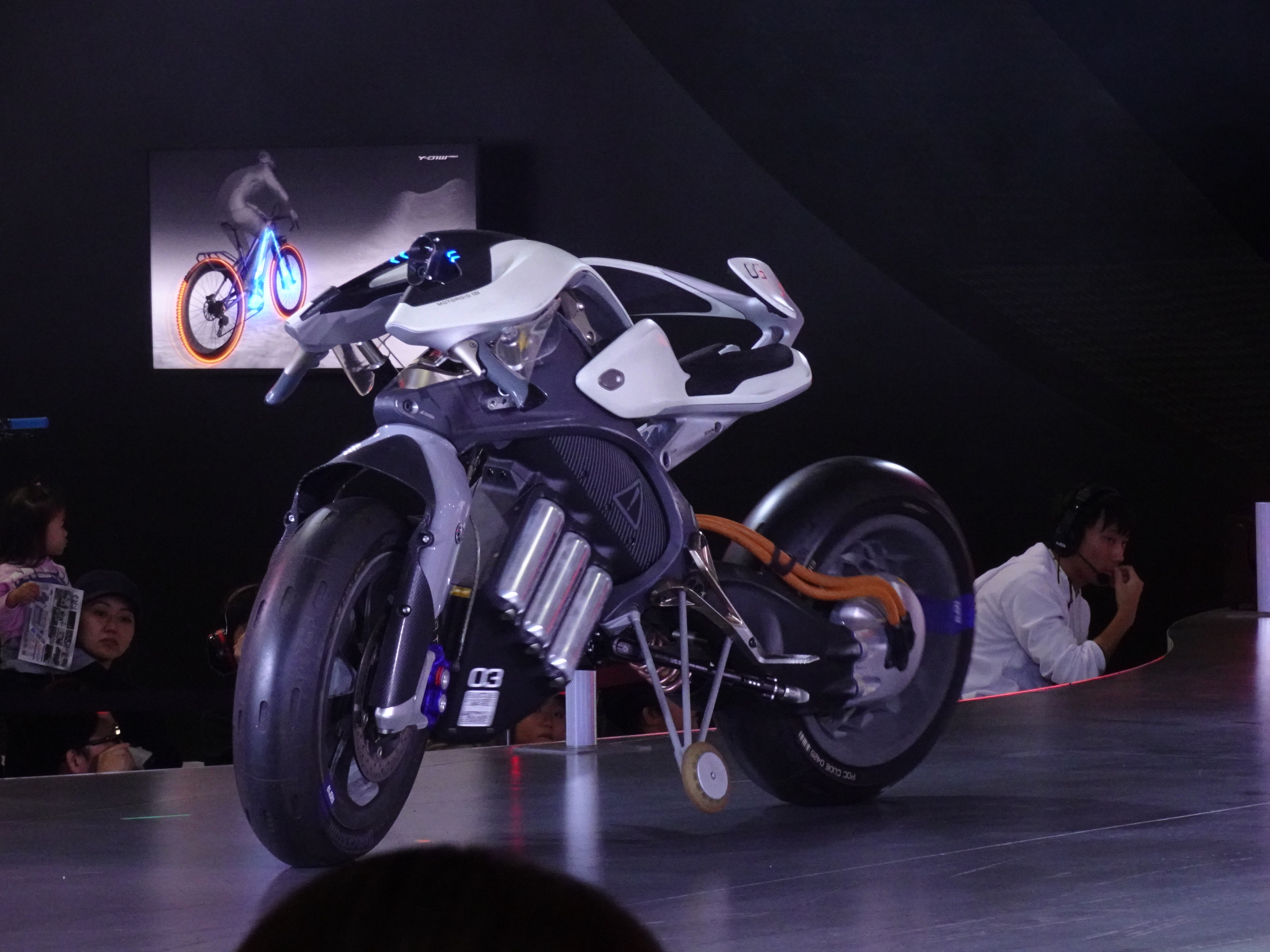
JAPAN MOBILITY SHOW 2023で披露されたモトロイド

モトロイド（MOTOROiD）は、ヤマハ発動機が2017年の東京モーターショーに出品した電動バイクのコンセプト車である。

## 概要
モトロイドは、新しい感動体験の創出を目的に、知能化技術というインテリジェンスを用いて、「人とマシンが共響（きょうめい）するパーソナルモビリティ」を目指す概念検証実験機で、開発コンセプトである「UNLEASHED PROTOTYPE（常識からの解放）」を目的にオーナーの存在を認識するなどまるで生きているようなインタラクション（相互作用）機能を持ち、新しい価値を生み出す技術の獲得を目指すため、「自立するモーターサイクル」として開発された。AIによって人の顔や動作を認識して立ち上がり、ライダーのもとへやってきたり、レーシーなポジションに体を預けてハンドルを握ると、ライダーのスキルや運動能力に関わらずエキサイティングなスポーツライディングを提供できるとしている。その際、車体をスイングさせてバランスを取りながらサイドスタンドも自分で払って起き上がる。その場で静止や後退もできる。動力はリチウムイオンバッテリーから供給される電気によって、後輪に組み込まれたインホイールモーターが駆動する。車体下側に3本並んだ筒状のユニットがバッテリーとなり、重心移動によってバランスをとるための重りも兼ねている。シート後部にライダーの体をホールドするようなパーツが備えられているが、これは振動などによってコーナリングするきっかけや前方の危険などをライダーに知らせるデバイスとしても機能する。重量は213kgである。